# Святой Пётр (Микеланджело)
«Святой Пётр» (итал. San Pietro) — одна из четырех мраморных статуй, созданных Микеланджело ок. 1501−1504 гг для алтаря Пикколомини Сиенского собора [а]. Эта скульптура, как и «Святой Павел», изображена в движении, что станет характерной чертой для произведений художника.

## История создания
Договор на создание пятнадцати статуй для украшения капеллы Пикколомини в Сиенском соборе Микеланджело заключил с кардиналом Франческо Пикколомини за несколько месяцев до договора на «Давида». По условиям договора Микеланджело должен был сваять статуи за три года и получить за это 500 дукатов. К 1504 году были готовы четыре статуи алтаря. По мнению искусствоведа Говарда Гиббарда (англ. Howard Hibbard), этот заказ не заинтересовал Микеланджело[б].
Лоуренс Дженкенс, профессор Новоорлеанского университета, отметил, что это было достаточно крупный заказ на то время, однако он не получил достаточного внимания искусствоведов. Ни Вазари, ни Кондиви не упоминают об этих работах Микеланджело. Дженкенс считает, что Микеланджело сам мог относиться к этим работам как результатам юности и спешки.

## Описание

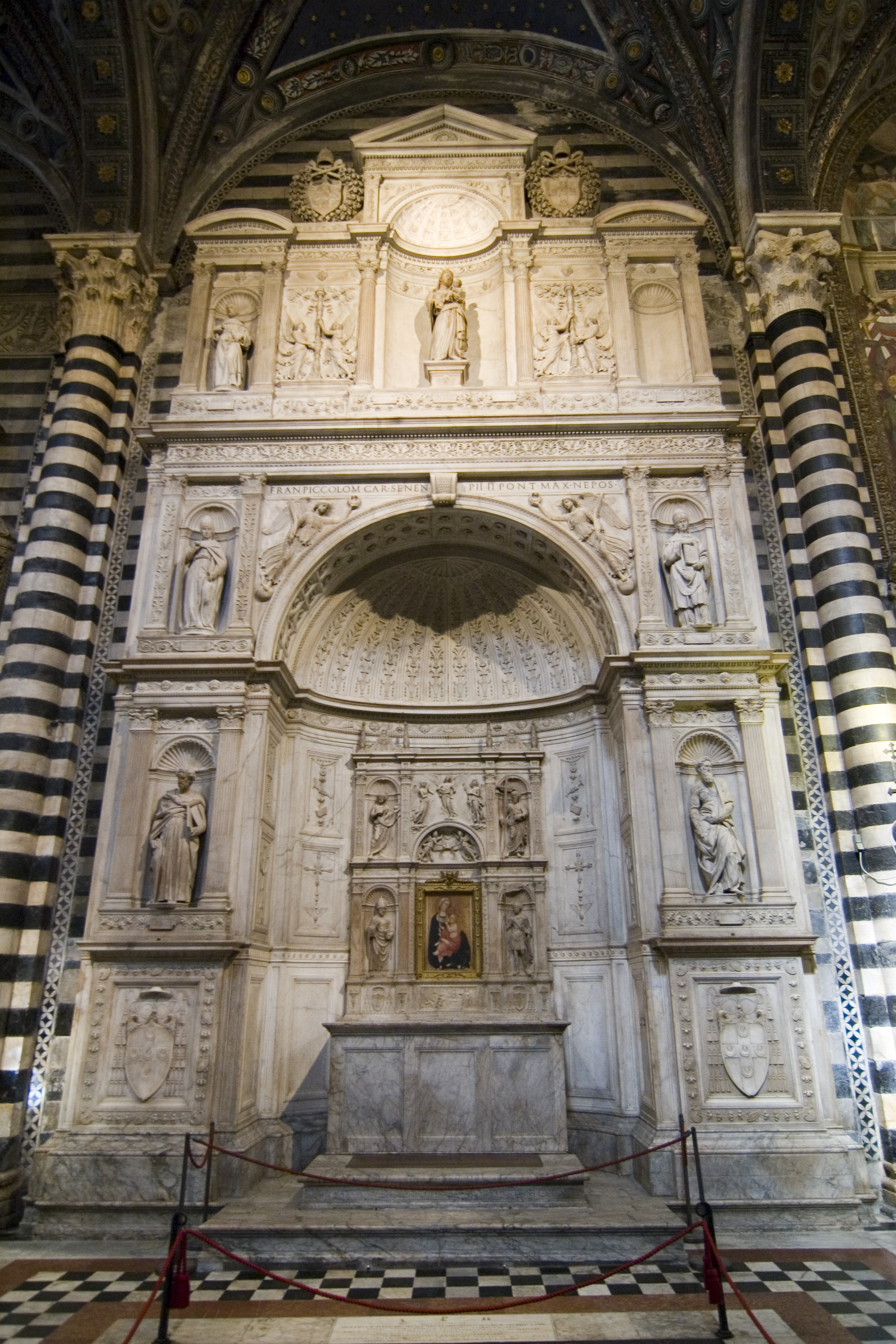
Алтарь Пикколомини (Сиена)

Статуя изображает апостола Петра, который держит книгу в левой руке, а правой рукой поддерживает тяжелые складки плаща. Правая нога чуть согнута, будто он собирается делать шаг. Это ощущение усиливается тем, что голова Петра обращена вправо, а взгляд вниз, словно он смотрит, куда ему пойти. У апостола короткие вьющиеся волосы и борода.
Скульптура расположена на нижнем ярусе алтаря, слева.